# Tục thờ chó ở Việt Nam
Tục thờ chó là một tín ngưỡng dân gian Việt Nam.

## Vị thế tâm linh

### Thú giữ cửa
Con chó nhà được thờ cúng ở một số nơi ở Việt Nam với tư cách là hộ môn thú (thần canh cửa), muốn canh giữ phần âm thì phải nuôi chó đá. Trong tâm thức của người Việt, chó là con vật trung thành và mang lại nhiều may mắn, những con chó bình thường thì chỉ coi giữ được phần dương, còn muốn canh giữ phần âm thì phải nuôi chó đá, dân gian chôn chó đá để xua đuổi tà ma, quỷ quái. Tục thờ này khá phổ biến ở các làng, xã nông thôn của Việt Nam, nhiều địa phương người dân vẫn giữ tục chôn chó đá trước cửa, hoặc đặt chó đá trên bệ thờ hay đặt chó đá trước cổng nhà, đền miếu để đuổi ma quỷ. Chó đá trong nhà thường nhỏ, mang dáng vẻ hiền lành, không to lớn như chó đá ở đình, đền, phủ.
Ở Việt Nam, người Việt có tục thờ chó đá từ lâu, và sâu đậm trong văn hóa, họ thường chôn chó đá trước cổng như một linh vật với ý nghĩa cầu phúc, trừ tà hoặc đặt chó đá trên bệ thờ, theo họ tiếng chó sủa thì ma quỷ không dám bén mảng tới nhà. Trong dân gian xưa vẫn còn lưu truyền những câu chuyện cổ tích Việt Nam nói về chó đá. Ngày nay, người Việt một số nơi không chôn chó đá ở trước cửa nhưng vẫn mua chó gốm về để bày trong nhà, vừa xua đuổi tà ma, vừa làm vật trang trí. Tuy nhiên, một số dần bị thay thế bằng linh vật ngoại lai như sư tử đá hoặc tỳ hưu có nguồn gốc từ Trung Quốc.
Ngày xưa núi rừng hoang vu, dân bản thờ chó đá để nó canh thú dữ vào bản hại người. Người Nùng coi chó đá là linh vật, Thờ chó đá nó giữ nhà, nó mang lại may mắn cho mình. Chó đá không những có nhiệm vụ trông coi nhà cửa mà còn có sức mạnh xua đuổi tà khí. Con chó có một vị trí đặc biệt trong đời sống người Cơ Tu, giúp họ đi săn, giữ nhà và làm bạn. Nhà Gươl của người Cơ Tu, tại chân cột có khắc hình mặt trời hướng ra cửa được coi là thần chó, có chức năng bảo vệ nhà gươl. Trên các bộ phận khác nhau của nhà Gươl, hình chó cũng được khắc với nhiều dạng như đôi chó giao cấu, đôi chó cắn vào đầu và đuôi một con trăn.

### Ông tổ chó
Trong tín ngưỡng của người Cơ Tu, con chó chính là vật tổ của họ. Truyền thuyết Cơ Tu kể rằng, thuở xưa có một trận đại hồng thủy tiêu diệt muôn loài, chỉ còn một cô gái và một con chó sống sót nhờ trốn vào một chiếc trống. Cô gái sống cùng với con chó như vợ chồng, sinh ra hai người con, một trai, một gái. Lớn lên, người con trai xuống đồng bằng, người con gái ở lại miền núi. Cuối cùng hai người lại gặp lại và lấy nhau, sinh ra một quả bầu (có tính chất loạn luân). Từ quả bầu đó, người Cơ Tu, người Bru, người Tà Ôi, người Việt ra đời.
Truyền thuyết về ông tổ chó cũng còn thấy ở nhiều dân tộc khác ở Việt Nam như Xê Đăng, S’tiêng, Giẻ Triêng, Chăm, Dao, Lô Lô. Cách để tóc mái bằng trước trán theo kiểu chó (à la chien) ở người Cơ Tu, đó là kiểu để tóc thường thấy ở một số nhóm Xê Đăng, Tà Ôi, Bru (các tộc cùng có truyền thuyết về ông tổ chó). Truyền thuyết của người Pa Cô kể lại rằng, bà tổ và ông tổ chó vẫn sống cùng nhau ở nơi đất liền với trời. Ngày nay người Dao vẫn coi mình là con cháu của Bàn Hồ do đó họ có tục thờ chó, trang phục mô phỏng chó hay trang trí hình chó và để tóc kiểu chó.

### Cõi âm ty
Trong quan niệm của người Mường, Gà và Chó đóng vai biểu tượng của Sống (sáng) và Chết (tối) ở hai thế giới đối nghịch nhau trong không gian, đại diện cho các loài sống dưới thấp, trên mặt đất. Con chó ngao đứng canh gác bên kia cầu Nại hà (con sông to như cái vạc) mà dòng chảy bọc lấy điện cuối cùng trong Thập điện họp thành Âm ty. Ngày nay mặc dù không còn phổ biến nữa nhưng trước đây việc dùng chó để tế lễ là một tập quán quen thuộc của người Mường. Ở Mãn Đức, con chó đầu tiên đầu tiên mà người ta nhìn thấy vào nhà sẽ bị xử tội, vùng Mường Vang người ta ưa lựa chọn con chó đen.

## Thờ chó đá

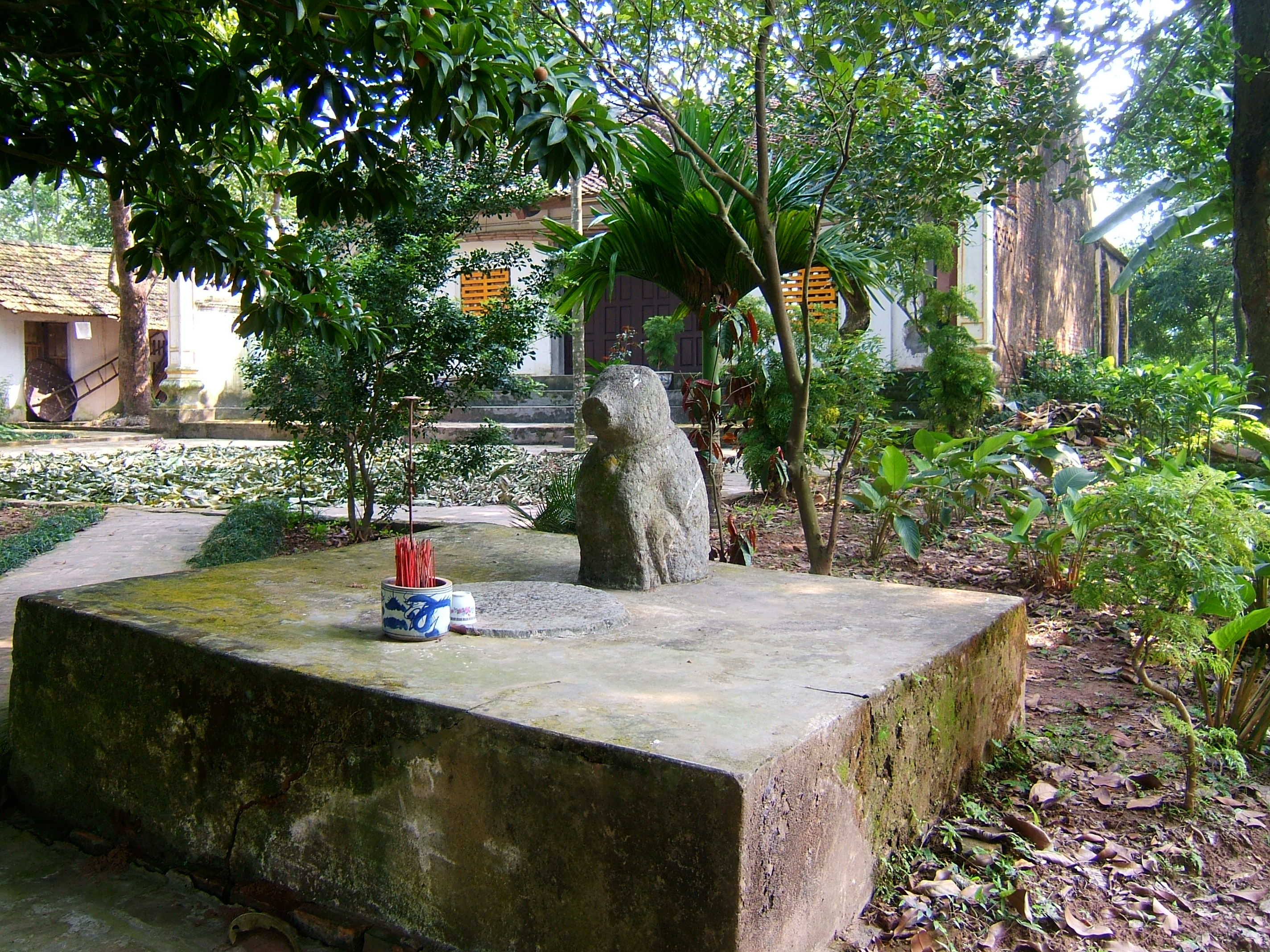
Một miếu thờ chó đá ở miền Bắc Việt Nam

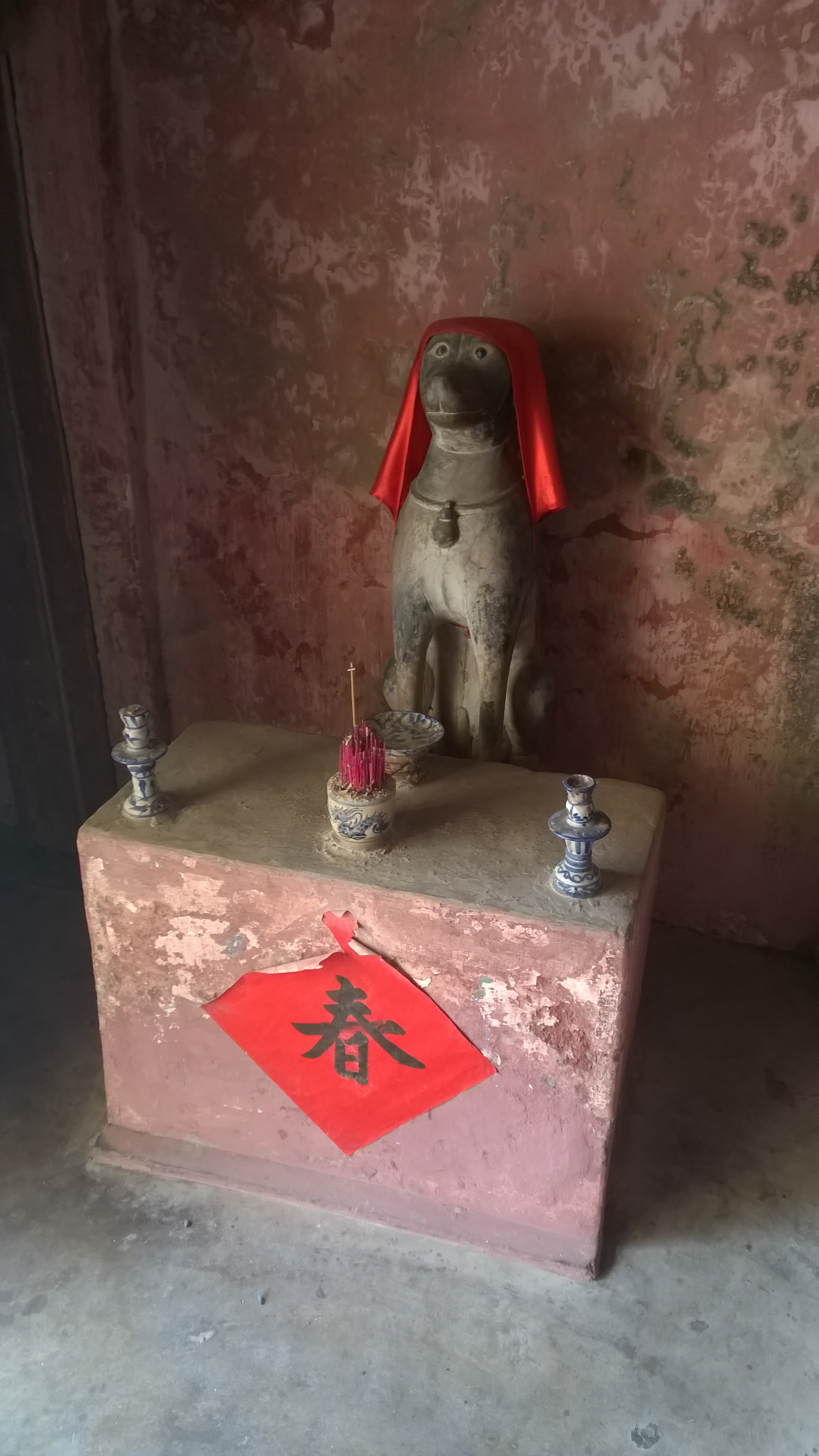
Tượng thờ chó đá ở Hội An

Hình thức thờ chó đá khá phổ biến ở nông thôn Việt Nam, ở nhiều địa phương người dân vẫn giữ tục chôn chó đá trước cửa, thậm chí thờ và kính cẩn gọi là cụ Thạch, Thần cẩu, quan lớn Hoàng Thạch. Tín ngưỡng thờ chó đá đã có từ rất lâu và cho đến nay vẫn còn được gìn giữ trong văn hóa của người Việt. Tục thờ chó của người Việt được thể hiện dưới hai hình thức: Chôn chó đá trước cổng nhà như là linh vật để canh cổng với ý nghĩa trừ tà, cầu phúc và đặt chó đá trên bệ thờ như một thần linh để cầu cúng, thờ phụng.
Trong phong thủy, việc chôn và nuôi chó đá để trước cửa nhà phải tiến hành một cách cẩn thận vì khi đặt chó đá trước cửa nhà, sau này gia chủ muốn gỡ bỏ rất khó, vì đã xác định nuôi chó đá mà bỏ đi sẽ mang nhiều vận đen. Trong khi nhiều công sở, di tích đền chùa sử dụng linh vật ngoại lai để gác cửa thì ở nhiều địa phương người dân vẫn giữ tục chôn chó đá trước cửa. Sư tử đá chủ yếu được người Trung Quốc dùng để canh lăng mộ (nhưng nhiều người Việt rước về để coi nhà), trong khi nhiều công sở, di tích đền chùa sử dụng linh vật ngoại lai để gác cửa thì ở nhiều địa phương người dân vẫn giữ tục chôn chó đá trước cửa.
Các vùng miền ở Việt Nam còn duy trì tập tục thờ chó đá như vùng Lạng Sơn có nhiều nơi có tục thờ chó đá như: Chi Lăng, Đồng Mỏ, Khòn Lèng, Thất Khê, Tràng Định, Đồng Đăng, Cao Lộc, ngoài ra còn có Bắc Ninh, Bắc Giang, Hưng Yên, Tại chùa Cầu (Hội An, Quảng Nam) hiện còn đôi chó khắc bằng gỗ ngồi chầu. Ở Đan Phượng, Hà Tây (cũ) cũng ghi nhận tục thờ này, ở đây có hai nơi thờ phụng chó, một bệ thờ chó đá ngoài vườn, trước cửa đình thôn Phù Trung, xã Thượng Mỗ. Một bệ thờ chó đá khác nằm cạnh quần thể di tích chùa Phúc Khánh và đình làng Địch Vĩ, xã Phương Đình. Dân xã Địch Vĩ kính cẩn gọi đàn chó đá là Quan lớn Hoàng Thạch. Mỗi khi có việc gì oan khuất, người dân thường đến trước bệ thờ Quan lớn Hoàng Thạch thắp nhang, kêu khấn và thề với nhau với niềm tin được chứng giám, soi xét.
Ở Hà Nội còn ghi nhận các địa danh như ngã tư Trung Hiền có con chó đá khá lớn trấn giữ nên nơi đây còn được gọi là cửa ô Chó Đá. Chó đá canh trước phủ quận công Nguyễn Ngọc Trì (Hát Môn, Phúc Thọ). Ở đền Hai Bà Trưng (xã Hát Môn, Phúc Thọ, Hà Tây) hiện vẫn còn một đôi chó đá với vai trò canh giữ. Đền thờ Cẩu Nhi trên hồ Trúc Bạch với sự tích đền thờ Chó gắn với việc định đô và xây dựng kinh thành Thăng Long của vua Lý Thái Tổ, Miếu thờ thần Cẩu Nhi vốn nằm ở góc Tây Bắc hồ trên bến Châu. Nơi đây đời nhà Trần vẫn gọi là bến Thần Cẩu, trong văn hóa người Việt, việc thờ chó đá là có thực dù ít được ghi chép.

### Sự đa dạng
Ở Việt Nam mỗi vùng, hình thức thờ chó đá cũng khác nhau. Một số dân tộc Nùng, Tày, Dao sinh sống tại một số huyện Lạng Sơn vẫn còn lưu giữ tục thờ chó đá. Chó đá là linh vật trừ tà trong nhà của một số dân tộc Nùng, Tày, Dao sinh sống tại xã Yên Khoái, huyện Lộc Bình, Người Tày, Nùng một số nơi ở Lạng Sơn có tục chọn ngày tốt để đặt con chó đá trước cửa trông nhà và trừ tà ma. Xã Yên Khoái, huyện Lộc Bình là nơi có nhiều hộ dân lưu giữ tập tục này, hầu như nhà nào cũng có một chú chó đá canh cổng, được tạc to như chó thật, dáng được ưa thích nhất chính là thế phục mồi, trông coi nhà cửa.
Chó đá Trong tiếng Tày-Nùng đọc là Ma hin, chó đá là vật linh thiêng của người dân tộc Nùng. Người dân địa phương quan niệm chó đá sẽ đem lại may mắn, vì vậy họ không bao giờ ăn thịt chó và luôn coi chó là con vật thiêng liêng nhất để tôn thờ người Nùng Cháo có tục chọn ngày tốt để đặt con chó đá trước cửa nhằm trừ tà và giúp trông nom nhà cửa. Người Nùng ở Cao Bằng thờ chó đá, gọi chó đá với những cái tên kính cẩn như "Quan lớn Hoàng Thạch", "cụ Thạch" và đem thờ cúng trước cửa nhà. Bản Boong Dưới, xã Chí Viễn, huyện Trùng Khánh, tỉnh Cao Bằng, có 273 hộ, tới 90% số hộ thờ chó đá.
Với người Dao, hình ảnh con chó được biểu hiện trên trang phục. Người Dao đỏ trong ngày cưới còn đội một chiếc mũ hình đầu chó, mặc váy có hình đuôi chó. Trên trang phục người Dao ta còn bắt gặp hình ảnh đôi chó ngộ nghĩnh quay lưng lại nhau. Người Pa Cô trong tộc người Cơ Tu còn kiêng giết và ăn thịt chó, coi con chó như vật tổ truyền. Người Cơ Tu giờ chỉ còn một số dòng họ như Zrâm Acho (chó), Alang là còn kiêng ăn thịt chó. Họ còn tin rằng thần chó đá có liên quan đến tục cúng máu, khi đi rừng, nếu ai nghe tiếng chó sủa thì phải tìm một hòn đá trắng có hình thù giống chó. Mọi người tin rằng hòn đá đó chính là hiện thân của thần chó đá rơi từ trên trời xuống.